# Pont de Saint-Mathurin-sur-Loire
Le pont de Saint-Mathurin-sur-Loire est un pont en treillis sur la Loire, dans le département de Maine-et-Loire.
Il relie la commune de Saint-Mathurin-sur-Loire à Saint-Rémy-la-Varenne.
Il a été achevé en 1954. Il a une longueur de 398 m.
Il remplace un ancien pont suspendu qui datait de 1847 et qui avait été détruit en 1940.